# مالا ویسکا
مالا ویسکا (به روسی: Мала Виска) شهری در استان کیرووهراد در کشور اوکراین واقع شده‌است. جمعیت این شهر ۱۰,۱۳۳ نفر (۲۰۲۱ تخمینی) است.